# Tornado (Särkänniemi)
Tornado in Särkänniemi (Tampere, Finnland) ist eine Stahlachterbahn vom Modell Suspended Looping Coaster des Herstellers Intamin (nicht zu verwechseln mit dem gleichnamigen Modell des Herstellers Vekoma), die am 30. April 2001 eröffnet wurde.
Eine Besonderheit dieser Achterbahn ist, dass die Station unter der Erde liegt. Durch diese Station führt auch eine der beiden Heartline-Rolls.
Es gibt von diesem Modell nur zwei Achterbahnen weltweit. Neben dieser Achterbahn fährt eine weitere, ebenfalls mit dem Namen Tornado, im spanischen Parque de Atracciones de Madrid.

## Züge
Tornado besitzt zwei Züge mit jeweils zwölf Wagen, einen in Gelb und einen in Rot. In jedem Wagen können zwei Personen (eine Reihe) Platz nehmen. Als Rückhaltesystem kommen Schulterbügel zum Einsatz.

## Fotos

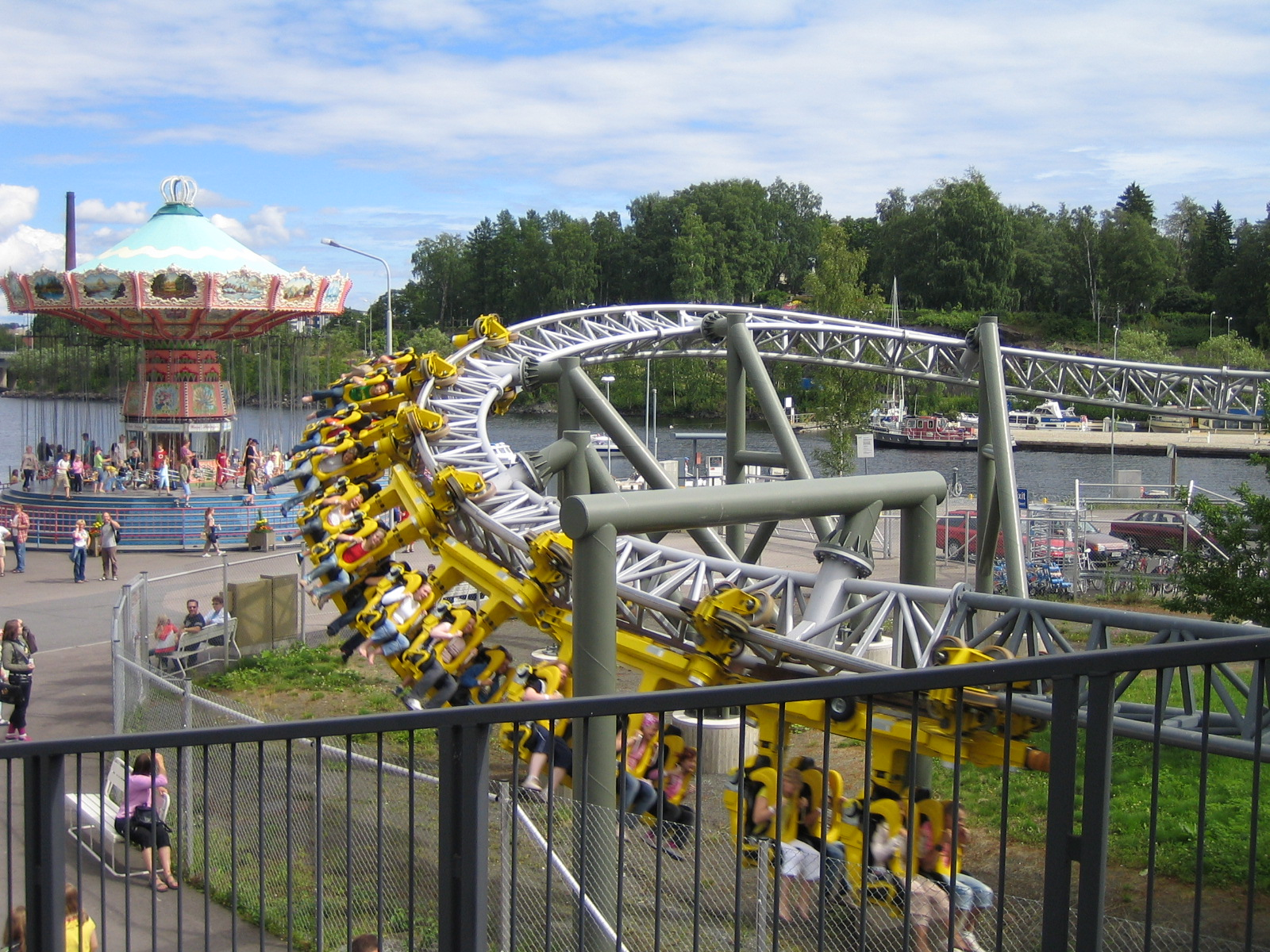
Die letzte Kurve
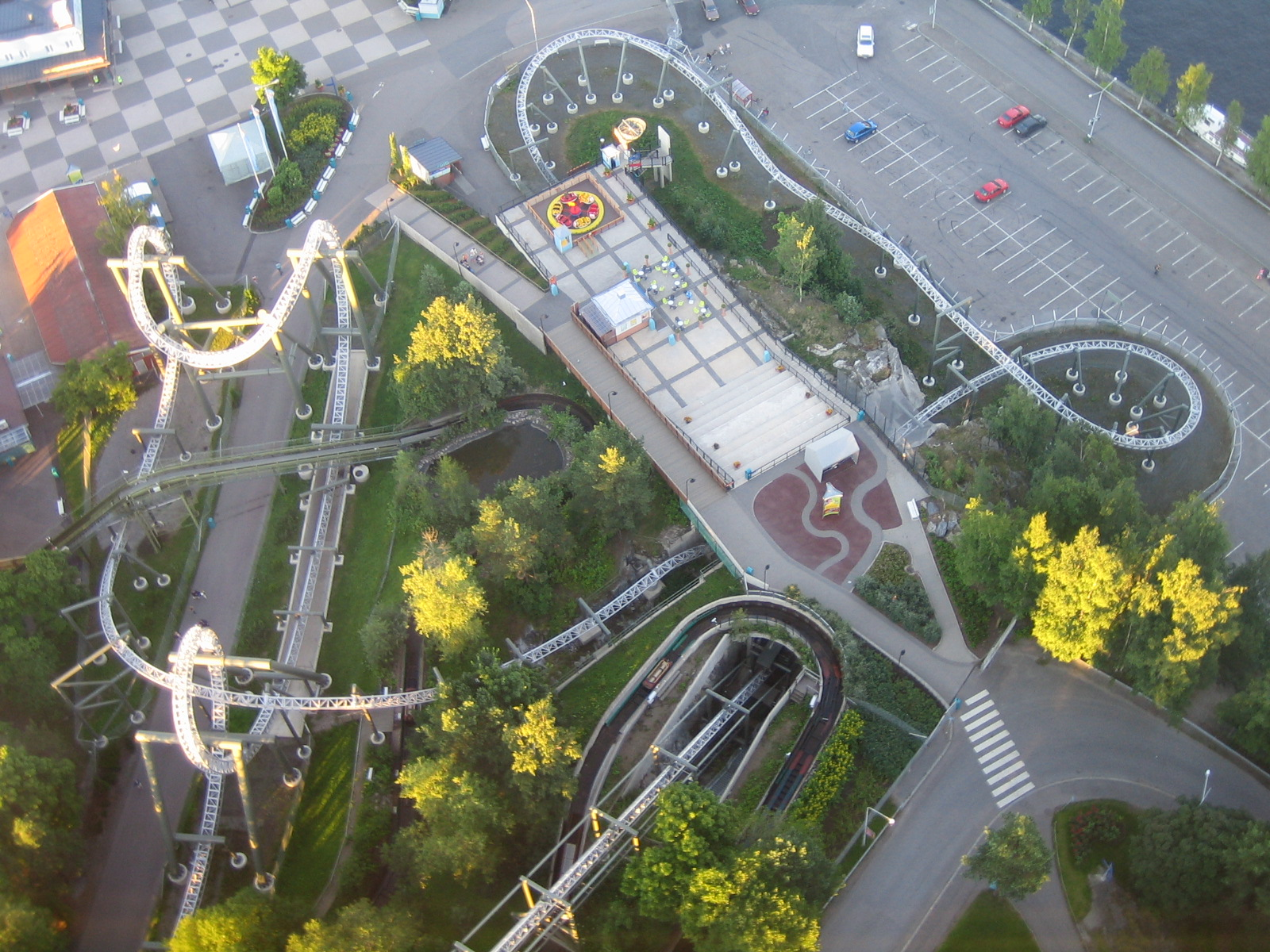
Übersicht über die Bahn